# Моррис, Анна
Анна Моррис (англ. Anna Morris; род. 13 июня 1995, Кардифф) — британская профессиональная велогонщица, выступающая в шоссейных и трековых соревнованиях.

## Спортивная карьера
В юности Анна Моррис занималась различными видами спорта, такими как нетбол, гимнастика и теннис, но не велоспортом. Только во время учёбы в Саутгемптонском университете она активно занималась триатлоном и вступила в университетский велоклуб для тренировок. Из-за нехватки времени и травм она решила заняться велоспортом. Она активно участвует в соревнованиях по велоспорту с 2015 года.
Свои первые победы Моррис одержала в 2016 году на чемпионате Великобритании среди студентов. В 2018 году она впервые стала чемпионкой Уэльса; за этим валлийским первенством последовали другие. В 2018 году она впервые участвовала в чемпионате Великобритании.
В 2020 году Моррис завоевала серебряную медаль в командной гонке преследования на чемпионате мира по трековому велоспорту вместе с Ниа Эванс, Кэти Арчибальд, Джози Найт и Меган Баркер. На Играх Содружества 2022 года в Бирмингеме она выступала за команду Уэльса, заняв 16-е место в индивидуальной гонке на время и четвёртое — в командной гонке преследования (вместе с Меган Баркер, Эллой Барнвелл и Джессикой Робертс).
В 2023 году она стала чемпионкой мира и Европы в командной гонке преследования на чемпионате мира по трековому велоспорту. На чемпионате Европы по трековому велоспорту 2024 года завоевала серебро в командной гонке преследования и бронзу в индивидуальной гонке преследования.
В 2023 году Анна Моррис заняла второе место на чемпионате Великобритании в индивидуальной гонке. В июле 2024 года стало известно, что она примет участие в летних Олимпийских играх в Париже.